# Leviellus poriensis
Espèce
Synonymes
- Zygiella poriensis Levy, 1987

Leviellus poriensis est une espèce d'araignées aranéomorphes de la famille des Araneidae.

## Distribution
Cette espèce est endémique d'Israël. Elle se rencontre vers Poriya.

## Description
La femelle holotype mesure 7,9 mm.

## Systématique et taxinomie
Cette espèce a été décrite en 1987 sous le protonyme Zygiella poriensis par Gershom Levy (d) (1937-2009). Elle est placée dans le genre Leviellus par Gregorič, Agnarsson, Blackledge et Kuntner en 2015.

## Étymologie
Son nom d'espèce, composé de pori[ya] et du suffixe latin -ensis, « qui vit dans, qui habite », lui a été donné en référence au lieu de sa découverte, Poriya.

## Publication originale
- (en) Gershom Levy, « Spiders of the genera Araniella, Zygiella, Zilla and Mangora (Araneae, Araneidae) from Israel, with notes on Metellina species from Lebanon », Zoologica Scripta, Suède, vol. 16, no 3,‎ juillet 1987, p. 243-257 (ISSN 0300-3256).